# Aporocidaris incerta
Aporocidaris incerta is een zee-egel uit de familie Ctenocidaridae.
De wetenschappelijke naam van de soort werd in 1902 gepubliceerd door René Koehler.